# Gongylopus adiposus
Gongylopus adiposus är en insektsart som beskrevs av Brunner von Wattenwyl 1907. Gongylopus adiposus ingår i släktet Gongylopus och familjen Phasmatidae. Inga underarter finns listade i Catalogue of Life.